# Aphelocephala nigricincta
Aphelocephala nigricincta là một loài chim trong họ Acanthizidae.